# Niños bailando en una fiesta
Niños bailando en una fiesta, producida por Norman Rockwell, fue utilizada como portada de la edición del 26 de enero de 1918 de la revista The Saturday Evening Post. Esta pintura también se ha denominado Chico pisando el dedo de la chica y Perdóname. La pintura original, en óleo sobre tela con unas dimensiones de 58,50 x 48 cm, se encuentra en la colección del National Museum of American Ilustration.

## De fondo
La pintura muestra una humorística pero embarazosa situación en que un chiquillo accidentalmente ha pisado el pie de una muchacha mientras bailaban. La jovencita se sujeta el pie y mira al muchacho con una expresión que parece preguntar “¿Por qué hiciste eso?”. El chiquillo parece estar tratando de disculparse, levantando las manos, con las palmas hacia la chica. Sus mejillas enrojecidas muestran su vergüenza por la situación. Hay una segunda pareja danzando al fondo que parecen divertidos por la escena que se desarrolla delante de ellos. Hay una sensación de celebración formal por las prendas que visten los niños, aunque porten gorros divertidos de fiesta.